# The Minstrel
The Minstrel (1974-1990) est un cheval de course pur-sang anglais né au Canada en 1974 de l'union de Northern Dancer et de Fleur, par Victoria Park. Appartenant à Robert Sangster, il est entraîné en Irlande par Vincent O'Brien et monté par Lester Piggott. Il remporte notamment le Derby d'Epsom en 1977.

## Carrière de courses
Né et élevé comme son père par E.P. Taylor au mythique haras Windfields Farm à Oshawa, dans la province canadienne de l'Ontario, ce poulain trapu, alezan à quatre balzanes fut acquis par Robert Sangster pour 200 000 dollars aux ventes de yearlings, une somme considérable (environ un million de dollars actuels) qui s'explique par les origines exceptionnelles de ce proche parent du légendaire Nijinsky. Envoyé en Irlande aux bons soins de Vincent O'Brien, The Minstrel se met en évidence dès son année de 2 ans, restant invaincu en trois sorties : un maiden, les Lackspur Stakes (groupe 3) et surtout une écrasante victoire par quatre longueurs dans les Dewhurst Stakes, qui consacrent souvent le meilleur 2 ans d'Europe.
Très attendu pour son année classique, The Minstrel effectue une rentrée victorieuse dans les 2000 Guineas Trial, ce qui lui vaut de conforter sa position de grandissime favori du premier classique de l'année. Mais dans les 2000 Guinées, énorme surprise : le poulain est battu après un mauvais départ, ne pouvant faire mieux que troisième. Puis dans les 2000 Guinées irlandaises, nouvelle désillusion, il est cette fois défait d'un souffle malgré un bon finish. N'est-il pas le champion annoncé ? Ou plus simplement un cheval de distance classique plutôt qu'un miler ? La réponse ne tarde pas. Avec un Lester Piggott qui lui maintient toute sa confiance, The Minstrel se présente au départ du Derby d'Epsom. Son entraîneur, ne laissant rien au hasard, lui fourre des boules de coton dans les oreilles pour l'isoler de l'ambiance et le tranquilliser avant le départ : c'est le premier usage référencé de cette technique, depuis largement utilisée sur les hippodromes. The Minstrel, cette fois, n'est plus le favori, c'est au Français Blushing Groom que revient cet honneur. Mais ce dernier ne tiendra pas la distance et devra regarder à cinq longueurs derrière, le duel farouche que se livrent Hot Grove et The Minstrel qui lui, la tient et s'impose d'une encolure. Lester Piggott tient son huitième Derby, un record. Désormais cantonné sur la distance classique, The Minstrel enchaîne et confirme en s'adjugeant le Derby d'Irlande. L'heure est venue d'affronter les aînés et ce sont les King George and Queen Elizabeth Stakes qui seront le cadre d'un match entre The Minstrel et un bon lot international, où l'on retrouve notamment Exceller. Et c'est de justesse finalement qu'il s'impose, devant le 5 ans Orange Bay et Exceller, devenant le troisième cheval à compléter le triptyque Derby-Irish Derby-King George après Nijinsky et Grundy. 
Jamais adepte des grandes envolées, The Minstrel a fait un sans faute sur la distance classique, Il lui reste toutefois à conquérir le graal, le Prix de l'Arc de Triomphe. Mais The Minstrel ne verra jamais Longchamp. En août, E.P. Taylor rachète la moitié du champion pour 4,5 millions de dollars en vue de sa carrière d'étalon, prévue pour débuter après l'Arc. Mais une épidémie de métrite menace la circulation internationale des animaux et, de crainte qu'il ne puisse voyager à temps pour commencer la saison de monte 1978, le cheval est aussitôt envoyé aux États-Unis. Il laisse en Europe le souvenir d'un excellent et double Derby-winner. Il obtient un très bon 135 de rating de la part de Timeform, deux livres en dessous de son contemporain et compagnon d'écurie Alleged, qui a profité de son absence pour s'offrir l'Arc. Mais il devance ce dernier pour le titre de cheval de l'année, tant en Irlande qu'en Angleterre. Dans leur livre A Century of Champions, Tony Morris et John Randall considèrent The Minstrel comme le seizième meilleur cheval de l'histoire des courses irlandaises. Il est par ailleurs, bien qu'il ne s'est jamais produit au Canada, membre du Canadian Horse Racing Hall of Fame.

### Résumé de carrière
| Date         | Hippodrome   | Pays        | Course                                  | Statut      | Distance    | Jockey      | Place       | Écart       | Vainqueur ou deuxième |
| 1989, 2 ans  | 1989, 2 ans  | 1989, 2 ans | 1989, 2 ans                             | 1989, 2 ans | 1989, 2 ans | 1989, 2 ans | 1989, 2 ans | 1989, 2 ans | 1989, 2 ans           |
| ------------ | ------------ | ----------- | --------------------------------------- | ----------- | ----------- | ----------- | ----------- | ----------- | --------------------- |
| 8 septembre  | Curragh      | Irlande     | Moy Stakes                              | Maiden      | 1 200 m     | T. Murphy   | 1er / 12    | 5           | Mississippi           |
| 25 septembre | Leopardstown | Irlande     | Lackspur Stakes                         | Gr. 3       | 1 400 m     | L. Piggott  | 1er / 8     | 1           | Captain James         |
| 15 octobre   | Newmarket    | Royaume-Uni | Dewhurst Stakes                         | Gr. 1       | 1 400 m     | L. Piggott  | 1er / 11    | 4           | Saros                 |
| 1968, 3 ans  |              |             |                                         |             |             |             |             |             |                       |
| 2 avril      | Ascot        | Royaume-Uni | 2000 Guineas Trial Stakes               | Gr. 3       | 1 400 m     | L. Piggott  | 1er / 11    | 1 ½         | Gairlock              |
| 27 avril     | Newmarket    | Royaume-Uni | 2000 Guineas                            | Gr. 1       | 1 600 m     | L. Piggott  | 3e / 18     | 2           | Nebbiolo              |
| 14 mai       | Curragh      | Irlande     | 2000 Guinées irlandaises                | Gr. 1       | 1 600 m     | L. Piggott  | 2e / 21     | cte tête    | Pampapaul             |
| 1er juin     | Epsom        | Royaume-Uni | Derby                                   | Gr. 1       | 2 400 m     | L. Piggott  | 1er / 22    | enc.        | Hot Grove             |
| 25 juin      | Curragh      | Irlande     | Irish Derby                             | Gr. 1       | 2 400 m     | L. Piggott  | 1er / 15    | 1 ½         | Lucky Sovereign       |
| 23 juillet   | Ascot        | Royaume-Uni | King George VI & Queen Elizabeth II St. | Gr. 1       | 2 400 m     | L. Piggott  | 1er / 11    | cte tête    | Orange Bay            |

## Au haras
The Minstrel est finalement racheté entièrement par E.P. Taylor et syndiqué pour 9 millions de dollars. Envoyé dans le Maryland, dans une antenne américaine de Windfields Farm jusqu'en 1988, puis transféré à Overbrook Farm à Lexington, Kentucky, il a connu un certain succès comme étalon. Parmi ses meilleurs produits, on peut citer la championne à 2 ans Minstrella (Phoenix Stakes, Moyglare Stud Stakes, Cheveley Park Stakes), Opening Verse (Breeders' Cup Mile), L'Émigrant (Poule d'Essai des Poulains, Prix Lupin) ou encore Palace Music (Champion Stakes), père du crack Cigar.
The Ministrel s'éteint le 3 septembre 1990 à la clinique vétérinaire de Lexington. Il est enterré à Overbrook Farm.

## Origines
The Minstrel possède un papier extraordinaire, puisqu'il est par l'étalon du siècle Northern Dancer et Fleur, une sœur du grand Nijinsky, lui-même fils de Northern Dancer. La mère de Fleur et Nijinsky, Flaming Page, fut une championne, lauréate du Queen's Plate et des Canadian Oaks, membre du Canadian Horse Racing Hall of Fame.

### Pedigree
| Origines de The Minstrel (USA), mâle alezan né en 1974 | Origines de The Minstrel (USA), mâle alezan né en 1974 | Origines de The Minstrel (USA), mâle alezan né en 1974 | Origines de The Minstrel (USA), mâle alezan né en 1974 |
| ------------------------------------------------------ | ------------------------------------------------------ | ------------------------------------------------------ | ------------------------------------------------------ |
| Père Northern Dancer                                   | Nearctic                                               | Nearco                                                 | Pharos                                                 |
| Père Northern Dancer                                   | Nearctic                                               | Nearco                                                 | Flaring Top                                            |
| Père Northern Dancer                                   | Nearctic                                               | Lady Angela                                            | Hyperion                                               |
| Père Northern Dancer                                   | Nearctic                                               | Lady Angela                                            | Sister Sarah                                           |
| Père Northern Dancer                                   | Natalma                                                | Native Dancer                                          | Polynesian                                             |
| Père Northern Dancer                                   | Natalma                                                | Native Dancer                                          | Geisha                                                 |
| Père Northern Dancer                                   | Natalma                                                | Almahmoud                                              | Mahmoud                                                |
| Père Northern Dancer                                   | Natalma                                                | Almahmoud                                              | Arbitrator                                             |
| Mère Fleur                                             | Victoria Park                                          | Chop Chop                                              | Flares                                                 |
| Mère Fleur                                             | Victoria Park                                          | Chop Chop                                              | Sceptical                                              |
| Mère Fleur                                             | Victoria Park                                          | Victoriana                                             | Windfields                                             |
| Mère Fleur                                             | Victoria Park                                          | Victoriana                                             | Veneta                                                 |
| Mère Fleur                                             | Flaming Page                                           | Bull Page                                              | Bull Lea                                               |
| Mère Fleur                                             | Flaming Page                                           | Bull Page                                              | Our Page                                               |
| Mère Fleur                                             | Flaming Page                                           | Flaring Top                                            | Menow                                                  |
| Mère Fleur                                             | Flaming Page                                           | Flaring Top                                            | Flaming Top (famille 8-f)                              |